# Bergamota
El bergamoter és una planta fruitera (bergamotto en italià). El seu fruit, la bergamota (bergamotto en italià), és una baia piriforme, de color groc pàl·lid, de la pela del qual s'extreu un oli essencial emprat en perfumeria. S'empra el mateix nom per a l'essència obtinguda. Se'n produeix sobretot a la província de Reggio de Calàbria.
Es diu que la bergamota és oriünda d'Orient i els croats l'haurien introduïda a Europa. El seu nom vindria aleshores del turc "beg armudi", que vol dir "pera del senyor". Altres afirmen que ve de les Illes Canàries, que Cristòfor Colom va portar-la d'allà i que el seu nom vindria de la ciutat italiana de Bèrgam.
La bergamota es conrea principalment pel seu oli essencial de perfum suau i cítric, que es troba a l'escorça. Aquest s'utilitza tant per a l'alimentació com en perfumeria i cosmètica, com ara en el te Earl Grey, els caramels de bergamota de la ciutat de Nancy, com a ingredient al tagín marroquí, en algunes cremes solars antigues i com a agent mutagen en la investigació genètica.